# Goatse.cx
Goatse.cx era l'indirizzo di uno shock site che ha raggiunto una certa notorietà per il fatto di presentare un'immagine sessualmente esplicita di natura particolarmente volgare: un uomo che mostra il suo ano dilatato fino a un diametro di diversi centimetri.
Questa immagine ed i collegamenti a questo sito (o ai suoi mirror) sono stati utilizzati dai troll per scandalizzare le persone e per vandalizzare siti Internet e forum.

## Il sito
Goatse.cx era composto da quattro sezioni, di cui due contenevano immagini note per essere scandalizzanti.
- "Receiver" (ricevente), la principale pagina indice che conteneva l'immagine hello.jpg. L'immagine, inizialmente chiamata gap3.jpg, deriva da una collezione di quaranta immagini chiamata gap.zip. In quelle immagini, l'uomo utilizza vibratori e butt plug per allargare il proprio ano. Le immagini erano "located by Style Project" ed erano disponibili dalla sezione "Contrib" del sito goatse.cx.[2]
- "Giver" (offerente), una fotografia ritoccata di un uomo supino con un pene gigante che arrivava sino al torace, che lasciava intendere che l'uomo nella prima immagine stesse allargando l'ano per accomodare il pene gigante.
- Una pagina di Feedback che conteneva le email degli utenti
- La pagina "Contrib" (contributi), una collezione di omaggi e parodie delle immagini Goatse caricate dagli utenti.[3]

La pagina indice contiene anche un disclaimer sui contenuti ("...se hai meno di 18 anni o ritieni questa immagine offensiva, per favore non guardarla. Grazie!") ed un disclaimer che metteva in guardia dal merchandising non ufficiale di Goatse.cx, rassicurando che il merchandising ufficiale sarebbe stato disponibile. Versioni più recenti del sito contenevano link a dolphinsex.org e urinalpoop.org, mentre versioni più antiche puntavano a biganal.com

## Sospensione e vendita del dominio
Il 14 gennaio 2004 il dominio goatse.cx fu sospeso dalla Christmas Island Internet Administration per violazioni della Acceptable use policy in risposta ad una querela, ma molti mirror del sito sono tuttora accessibili, e l'immagine è mostrata in molti siti. Una residente dell'Isola Christmas chiamata Rhonda Clarke registrò la querela che risultò nella sospensione del dominio goatse.cx.
Nel gennaio 2007, la Christmas Island Internet Administration rimise sul mercato il dominio goatse.cx. Il dominio fu successivamente registrato il 16 gennaio attraverso il registro di domini Variomedia, e l'attuale owner tentò di vendere all'asta il diritto di uso del dominio.
Un precedente tentativo di mettere in vendita il dominio da parte di SEOBidding aveva una riserva di $120, che non fu offerta.
Il dominio goatse.cx fu descritto come venduto all'asta il 30 aprile 2007 ad un offerente ignoto. Secondo SEOBidding.com, la prima asta terminò con false offerte per cui l'asta fu riattivata. Questa fu ancora una volta vinta da falsi acquirenti, per cui a luglio SEOBidding.com annunciò che il sito sarebbe stato venduto per $500.000 e che i falsi acquirenti sarebbero stati denunciati. Il 25 novembre 2007, e così fino almeno a giugno 2010, il sito era ancora in vendita, descritto come: "goatse.cx Prezzo base: $50200."
Il controllo del dominio passò al mercato secondario, e fu acquisito da un investitore in domini che tentava di vendere il nome del dominio per €10.000.
Il 21 ottobre, l'edizione del 2009 della newsletter di Rick Latona "Daily Domains" annunciò che il dominio Goatse.cx era in vendita ad un prezzo di $15.000, evidenziandolo come "sito famoso, moltissimi backlinks".

Al 16 maggio 2010 il sito era ancora una volta inattivo, con un annuncio che diceva:
"Goatse.cx 'Stinger' 2.0 Beta is coming
Only 24 days to go until Goatse Stinger 2.0 goes beta on May 9, 2010!"
 La pagina mostrava una rappresentazione stilizzata di hello.jpg, che contiene un paio di mani robotiche d'argento che allargano un'apertura circolare in una parete in quello che sembra un'ambientazione in fabbrica futuristica.
A giugno 2010, una nuova pagina è visibile su goatse.cx, con lo scopo dichiarato di offrire servizi di email al dominio, con un disegno di mani che aprono la vista su una busta.